# Prințesa Françoise de Orléans (1902–1953)
Prințesa Françoise de Orléans (25 decembrie 1902 - 25 februarie 1953) s-a născut Prințesă de Orléans și a fost Prințesă a Greciei și Danemarcei prin căsătorie. A fost membră a familiei regale grecești. A fost descendenta regelui Ludovic Filip al Franței.

## Biografie
Françoise d'Orléans a fost a doua fiică a lui Jean d'Orléans, duce de Guise (pretendent orléanist la tronul Franței sub numele de Jean al II-lea) și a soției sale, prințesa franceză, Isabelle de Orléans. Françoise a fost de asemenea soră a unui alt pretendent francez, Prințul Henri, Conte de Paris, pretendent orléanist sub numele de "Henri al VI-lea".
La Palermo, la 11 februarie 1929, s-a căsătorit cu Prințul Christopher al Greciei și Danemarcei (1889–1940). Christopher - fiul cel mic al regelui George I al Greciei (1845–1913) și al reginei Olga Constantinovna a Rusiei (1851–1926) - era la a doua căsătorie. Era un lucru rar în acele vremuri o căsătorie regală între un catolic și un non-catolic. Prințul Christopher era ortodox în timp ce ea era romano-catolică.  Au avut un singur copil, scriitorul Prințul Mihail al Greciei și Danemarcei (n. 1939), care s-a căsătorit cu artista greacă Marina Karella (n. 1940) - această căsătorie nu a fost conformă cu legile casei regale iar prințul a fost căzut din drepturile de succesiune la tronul Greciei.